# Ceriporia
Ceriporia is een geslacht van schimmels dat tot de familie Irpicaceae behoort. De wetenschappelijke naam is in 1933 door Marinus Anton Donk gepubliceerd. De typesoort is Ceriporia viridans. Initieel behoorde het geslacht bij de familie Phanerochaetaceae, maar latere moleculaire onderzoeken toonden aan dat het beter bij Irpicaceae past.

## Kenmerken
Ceriporia (wasporia) omvat de resupinate gaatjeszwammen met een zacht weefsel (monomitisch) waarin gespen ontbreken (alleen enkelvoudige dwarswanden). Voor de determinatie zijn de volgende kenmerken het meest van belang: kleur poriënlaag, reactie poriënlaag met kaliloog (KOH), aantal gaatjes/ mm, sporenvorm en sporenmaten. Sporen zijn cruciaal voor de determinatie van bijzondere wasporia. 

## Soorten
Volgens Index Fungorum telt het geslacht 54 soorten (peildatum maart 2023), namelijk:
| Soortnaam                              | Auteur(s)                              | Publicatiejaar |
| -------------------------------------- | -------------------------------------- | -------------- |
| Ceriporia alania                       | Gilb. & Hemmes                         | 2004           |
| Ceriporia alba                         | M. Pieri & B. Rivoire                  | 1997           |
| Ceriporia albobrunnea                  | Ryvarden & Iturr.                      | 2003           |
| Ceriporia amazonica                    | A.M.S. Soares, Sotão & Ryvarden        | 2014           |
| Ceriporia angulata                     | Gomes-Silva, Ryvarden & Gibertoni      | 2012           |
| Ceriporia arbuscula                    | C.C. Chen & Sheng H. Wu                | 2020           |
| Ceriporia aurantiocarnescens           | (Henn.) M. Pieri & B. Rivoire          | 1997           |
| Ceriporia aurea                        | Ryvarden                               | 2014           |
| Ceriporia bresadolae                   | (Bourdot & Galzin) Donk                | 1933           |
| Ceriporia bubalinomarginata            | B.S. Jia & Y.C. Dai                    | 2013           |
| Ceriporia camaresiana                  | (Bourdot & Galzin) Bondartsev & Singer | 1941           |
| Ceriporia citrina                      | M. Mata & Ryvarden                     | 2010           |
| Ceriporia cystidiata                   | Ryvarden & Iturr.                      | 2003           |
| Ceriporia dentipora                    | Ryvarden                               | 2010           |
| Ceriporia ellipsospora                 | Dämmrich & Ryvarden                    | 2018           |
| Ceriporia ferrugineocincta             | (Murrill) Ryvarden                     | 1980           |
| Ceriporia globospora                   | Ryvarden                               | 2020           |
| Ceriporia griseoviolascens             | M. Pieri & B. Rivoire                  | 1997           |
| Ceriporia herinkii                     | Vampola                                | 1996           |
| Ceriporia humilis                      | Spirin & Miettinen                     | 2016           |
| Ceriporia incrustata                   | M. Mata & Ryvarden                     | 2010           |
| Ceriporia jiangxiensis                 | B.S. Jia & B.K. Cui                    | 2013           |
| Ceriporia kenyensis                    | Decock & Ryvarden                      | 2021           |
| Ceriporia leptoderma                   | (Berk. & Broome) Ryvarden              | 1980           |
| Ceriporia manzanitae                   | Spirin & Vlasák                        | 2016           |
| Ceriporia mellita                      | (Bourdot & Galzin) Bondartsev & Singer | 1941           |
| Ceriporia merulioidea                  | Ryvarden                               | 2010           |
| Ceriporia microspora                   | I. Lindblad & Ryvarden                 | 1999           |
| Ceriporia mpuri                        | Miettinen & Spirin                     | 2017           |
| Ceriporia mpurii                       | Miettinen & Spirin                     | 2016           |
| Ceriporia occidentalis                 | Spirin & Vlasák                        | 2016           |
| Ceriporia ochracea                     | Ryvarden                               | 2014           |
| Ceriporia otakou                       | (G. Cunn.) P.K. Buchanan & Ryvarden    | 1988           |
| Ceriporia pierii                       | B. Rivoire, Miettinen & Spirin         | 2017           |
| Ceriporia punicans                     | Vlasák & Spirin                        | 2016           |
| Ceriporia purpurea (Paarse wasporia)   | (Fr.) Donk                             | 1971           |
| Ceriporia retamoana                    | Rajchenb.                              | 2000           |
| Ceriporia reticulata (Bosnetje)        | (Hoffm.) Domański                      | 1963           |
| Ceriporia rhodella                     | (Fr.) Donk                             | 1933           |
| Ceriporia rubescens                    | (Petch) Ryvarden                       | 2015           |
| Ceriporia sericea                      | Spirin & Vlasák                        | 2016           |
| Ceriporia sordescens                   | Miettinen & Spirin                     | 2016           |
| Ceriporia spissa                       | (Schwein. ex Fr.) Rajchenb.            | 1983           |
| Ceriporia straminea                    | Ryvarden                               | 2014           |
| Ceriporia subpudorina                  | (Pilát) Bondartsev                     | 1953           |
| Ceriporia subspissa                    | Aime & Ryvarden                        | 2007           |
| Ceriporia tarda                        | (Berk.) Ginns                          | 1984           |
| Ceriporia torpida                      | Spirin & Miettinen                     | 2016           |
| Ceriporia totara                       | (G. Cunn.) P.K. Buchanan & Ryvarden    | 1988           |
| Ceriporia triumphalis                  | Spirin & Kout                          | 2016           |
| Ceriporia vermicularis                 | M. Pieri & B. Rivoire                  | 1997           |
| Ceriporia violacea                     | (Fr.) Melo & Ryvarden                  | 2017           |
| Ceriporia viridans (Groenige wasporia) | (Berk. & Broome) Donk                  | 1933           |
| Ceriporia xylostromatoides             | (Berk.) Ryvarden                       | 1980           |

## Foto's

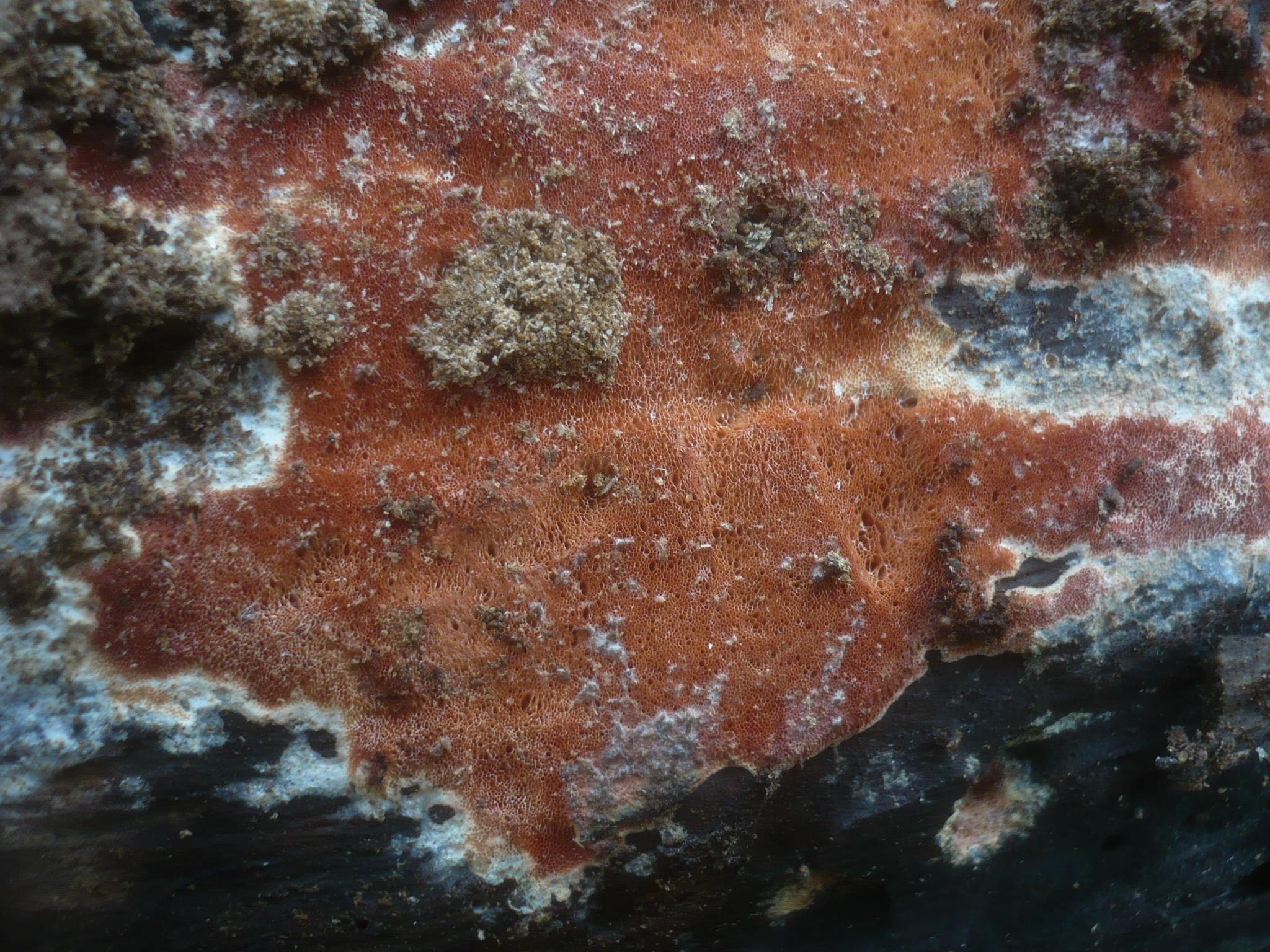
Ceriporia purpurea
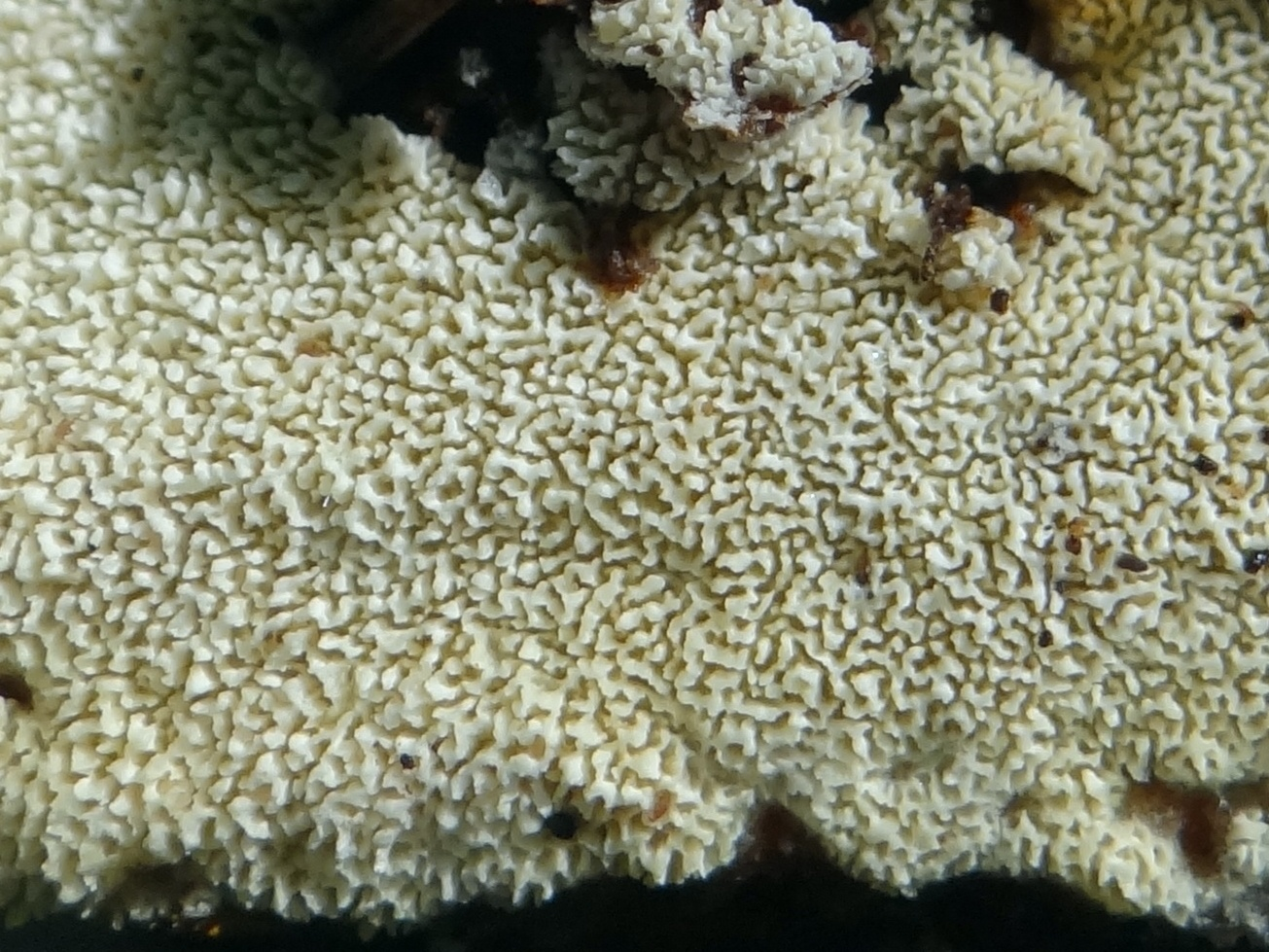
Ceriporia reticulata
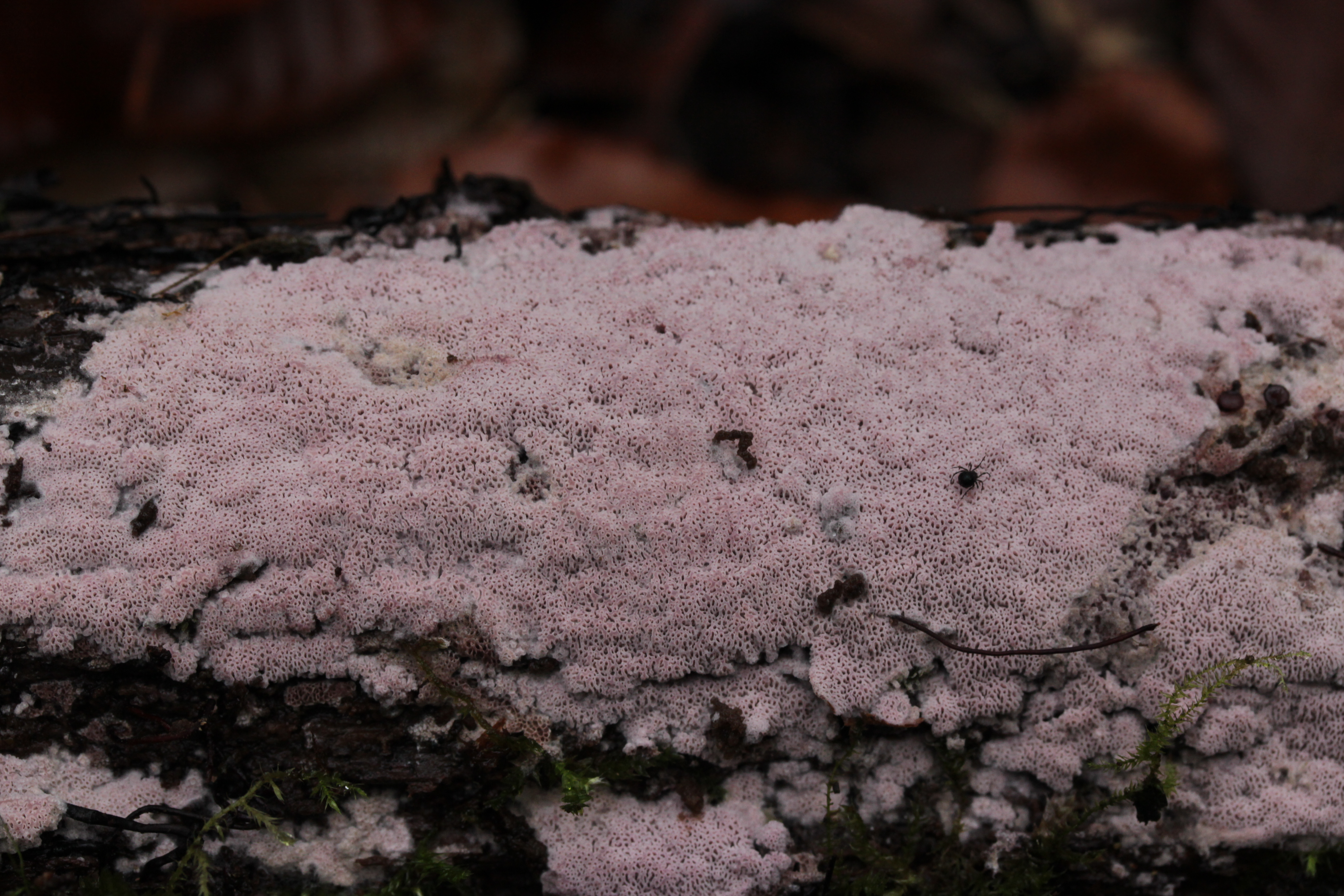
Ceriporia excelsa